# Yū Shimamura
Yū Shimamura (嶋村侑, Shimamura Yuu, nascida a 18 de abril de 1985) é uma dubladora japonesa (seiyū) de Tóquio, afiliada com a Ken Production.

## Seiyū
2001
- A Little Snow Fairy Sugar como Saga Bergman

2007
- Code-E como Maid; Oda
- Kanon como Student

2008
- Noramimi como Shigeru's Friends
- Wagaya no Oinari-sama. como Tōru Takagami
- Tales of the Abyss como Mary
- Yatterman (2008) como Airi; Female high-school Student; Guardian

2009
- Bleach como Sōgyo no Kotowari; Suzuki Mai
- Chi's New Address como Alice
- K-On! como Student
- Needless como Kurumi
- Queen's Blade: The Exiled Virgin como Knight
- Toaru Kagaku no Railgun como Female student

2010
- Jewelpet Twinkle☆ como Fealina
- Katanagatari como Brains Truster B
- Hime Chen! Otogi Chikku Idol Lilpri como Madam B; Ran
- Omamori Himari como Committee Chairperson

2011
- [C]: Control - The Money of Soul and Possibility como Emcee
- Chihayafuru como Reiko Mashima
- Guilty Crown como Hare Menjō
- Maken-ki! como Kinua Garrett
- Mobile Suit Gundam AGE como Millais Alloy

2012
- Another como Kazue Satou
- Lupin the Third - Mine Fujiko to iu onna como Kaleidoscope Girl
- Nazo no Kanojo X como Aika Hayakawa
- Sengoku Collection como Sarah

2013
- Shingeki no Kyojin como Annie Leonhart
- Chihayafuru 2 como Reiko Mashima
- Tanken Driland como Feylin

### Dublagens

#### Live-action
- Diário dos Mortos (DTracy Thurman (Amy Lalonde))
- Eureka (Zoe Carter (Jordan Hinson)
- Halloween II (Laurie Strode (Scout Taylor-Compton))
- Nick and Norah's Infinite Playlist (Tris (Alexis Dziena))
- Resident Evil: Apocalipse (Angela Ashford (Sophie Vavasseur))
- Up in the Air (Natalie Keener (Anna Kendrick))

#### Animation
- Code Lyoko (Aelita Schaeffer)